# Hormetica atlas
Hormetica atlas är en kackerlacksart som beskrevs av Rehn, J. A. G. 1911. Hormetica atlas ingår i släktet Hormetica och familjen jättekackerlackor.
Artens utbredningsområde är Paraguay. Inga underarter finns listade i Catalogue of Life.